# Hemigordiopsis
Hemigordiopsis es un género de foraminífero bentónico de la subfamilia Hemigordiopsinae, de la familia Hemigordiopsidae, de la superfamilia Cornuspiroidea, del suborden Miliolina y del orden Miliolida. Su especie tipo es Hemigordiopsis renzi. Su rango cronoestratigráfico abarca desde el Cisuraliense (Pérmico inferior) hasta el Guadalupiense (Pérmico medio).

## Clasificación
Hemigordiopsis incluye a las siguientes especies:
- Hemigordiopsis biconcavus †
- Hemigordiopsis evolutus †
- Hemigordiopsis harimaensis †
- Hemigordiopsis minima †
- Hemigordiopsis minuta †
- Hemigordiopsis neobiconcavus †
- Hemigordiopsis orientalis †
- Hemigordiopsis parvus †
- Hemigordiopsis renzi †
- Hemigordiopsis rotundus †
- Hemigordiopsis sigmoidalis †
- Hemigordiopsis subglobosa †

Otra especie considerada en Hemigordiopsis es:
- Hemigordiopsis speciosus †, de posición genérica incierta